# Glomeromycota
Glomeromycota là một ngành của giới Nấm, với khoảng 230 loài đã được miêu tả.